# Професионална гимназия по механизация на селското стопанство „Никола Златарски“
Професионална гимназия по механизация на селското стопанство „Никола Златарски“, съкратено ПГМСС, е училище в град Златарица, разположено на улица „Ропотамо“ № 19. Носи името на търновския възрожденски учител и поборник за църковна независимост Никола Златарски (1823-1875), родом от Златарица. Директор на училището е Мария Петкова.

## История
Училището е открито през 1919 година, като зимно земеделско училище. През 1967 година се преобразува в Средно професионално-техническо училище, в което учениците се обучават по специалностите „Механизатор в селското стопанство“ и „Електромонтьор на селскостопанска техника“. През 1984 година се разкрива и специалността „Механизатор в горското стопанство“. През 2003 година училището се преобразува в Професионална гимназия по механизация на селското стопанство.

## Структура
Училището осигурява безплатен транспорт за своите ученици до Велико Търново, Горна Оряховица, Елена и селата от Еленска и Златаришка община. Извозването до училище и обратно се извършва ежедневно със собствени автобуси и микробус. За учениците, които живеят в селища, отдалечени над 100 км от град Златарица, освен транспорт до родните места, всеки понеделник и петък са осигурени безплатно общежитие и храна. За тях денонощно се грижи възпитател.

### Специалности
- Механизация на селското стопанство
- Механизация на горското стопанство[3]